# Comfy
COMFY — мережа магазинів побутової техніки та електроніки в Україні. Станом на січень 2018 року мережа представлена 90 магазинами. Однойменний інтернет-магазин Comfy.ua входить в топ-5 найбільших онлайн-гравців ринку.

## Історія компанії
Компанія COMFY почала активний розвиток 2007 року після об'єднання з компанією «Побуттехніка» Світлани Гуцул. Акціонери «Побуттехніки» і Comfy створили нову компанію на паритетних засадах. На час об'єднання мережа COMFY, що вийшла на ринок 2006 року, нараховувала 26 магазинів у 13 містах Дніпропетровської, Запорізької, Черкаської, Кіровоградської, Полтавської та Миколаївської областей. Мережа магазинів «Побуттехніка» була заснована 1992 року в Донецьку, і на момент об'єднання складалась з 29 магазинів у 17 містах Донецької, Луганської областей і Криму
У кризові 2008—2009 рр., коли багато хто з ритейлерів вимушені були скоротити темпи розвитку або навіть піти з ринку, мережа COMFY стала найдинамічнішою з погляду розвитку — приріст кількості магазинів за 2 роки склав майже 65 % та найефективнішою з точки зору обороту продажів з кожного м² мережею магазинів побутової техніки та електроніки в Україні.

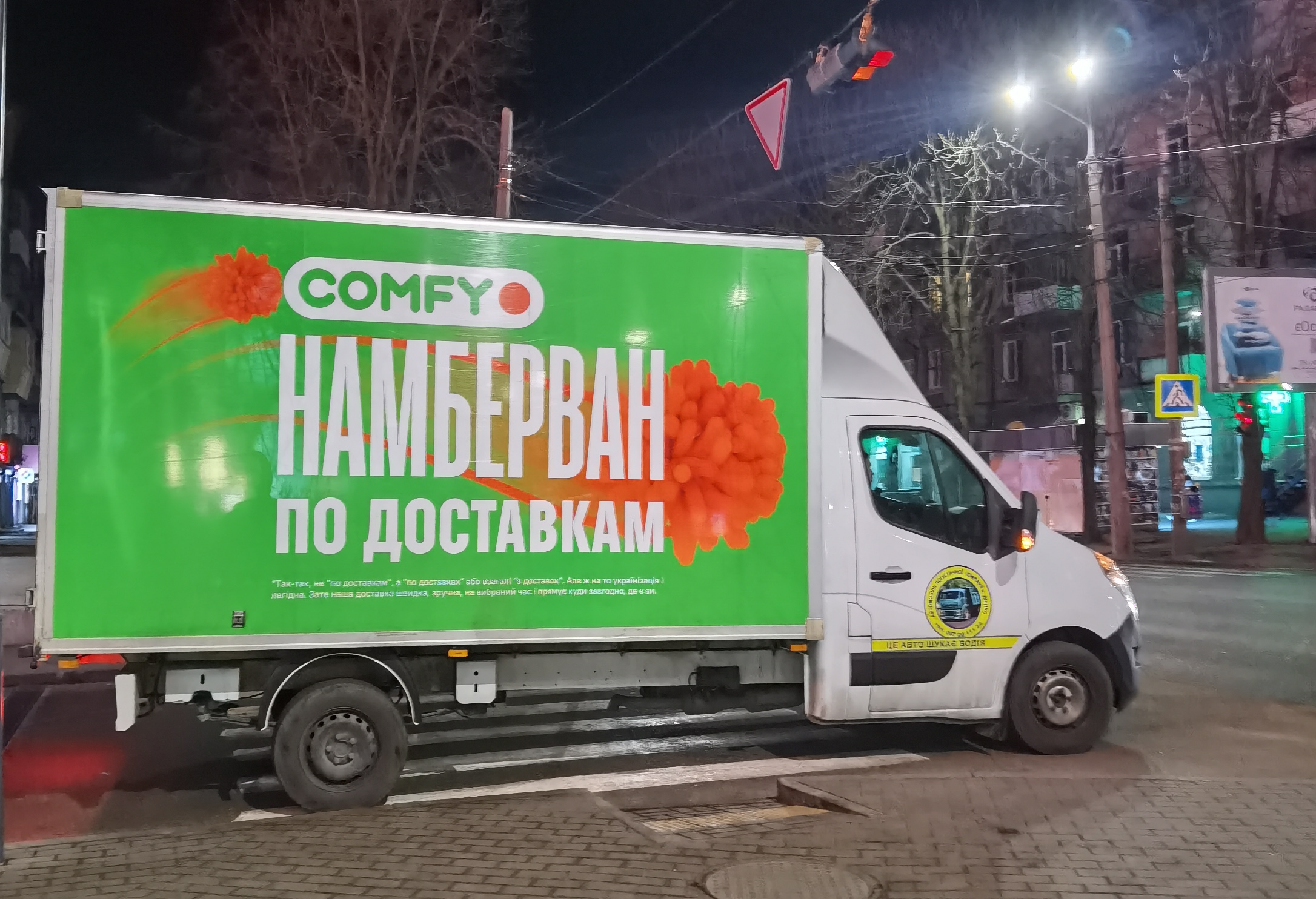
Фургон доставки Комфі

2010 року компанія відмовилася від контрабандної «сірої» техніки. Перехід на торгівлю тільки легально завезеною технікою підтримав також Фокстрот.
2011 року COMFY відкрила 15 нових і 50 оновлених магазинів по всій території Україні.
2013 року компанія зазнала тиску з боку податкової та прокуратури через відмову від контрабандної «сірої» техніки і як результат — несплата хабарів чиновникам.
2014 року інтернет-магазин comfy.ua входить до десятки найбільших онлайн-магазинів українського сегменту інтернету.
Компанія входить у трійку лідерів серед рітейлерів з продажу побутової техніки та електроніки України[джерело?].

### Поява україномовного інтерфейсу
З 2006-го до 2016 року сайт Comfy (comfy.com.ua, згодом comfy.ua) мав виключно російськомовний інтерфейс. У вересні 2014 року компанія запустила тестову версію українськомовного інтерфейсу. Наприкінці 2015 року в ЗМІ почала з'являтися інформація про впровадження інтерфейсу українською мовою, а 3 березня 2016 року, через 11 років після заснування, компанія оголосила про запуск повноцінної україномовної версії сайту в офіційному блозі.

## Нагороди та відзнаки
- У 2017 році COMFY стає кращим мультиканальним ритейлером за результатами Ukrainian E-Commerce Awards 2017. Збільшується частка ринку в offline та online.
- 2018 рік: маркетинг-стратегія COMFY відзначена нагородою X-Ray Marketing Awards 2017. За результатами Національної Премії Retail Awards 2017 «Вибір споживача» саме мережа COMFY отримала нагороду — визнання клієнтів та статус переможця в категорії «Мережа супермаркетів електроніки та побутової техніки».

## Логотипи

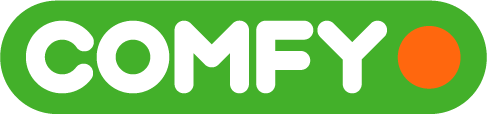

## Магазини

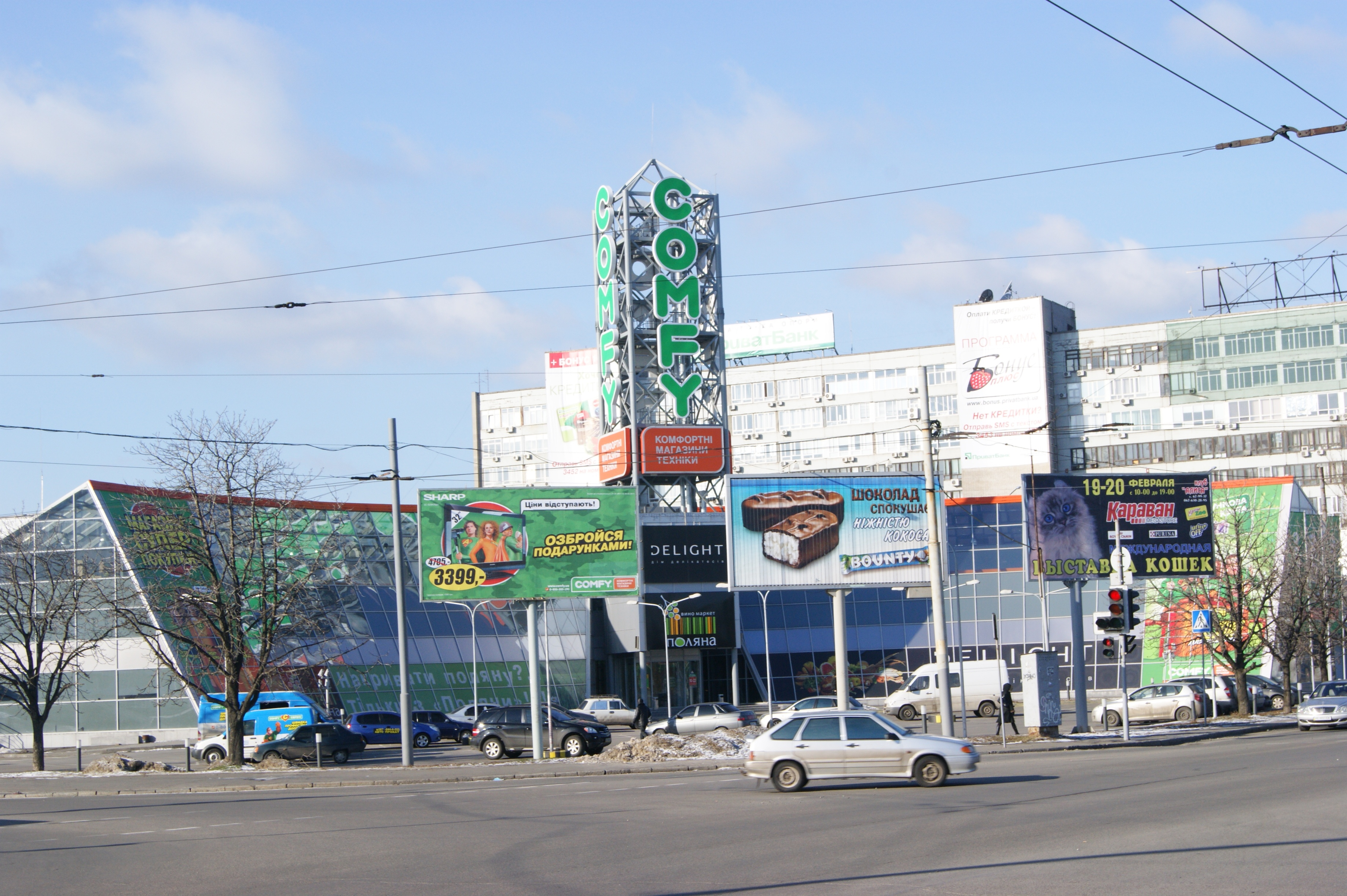
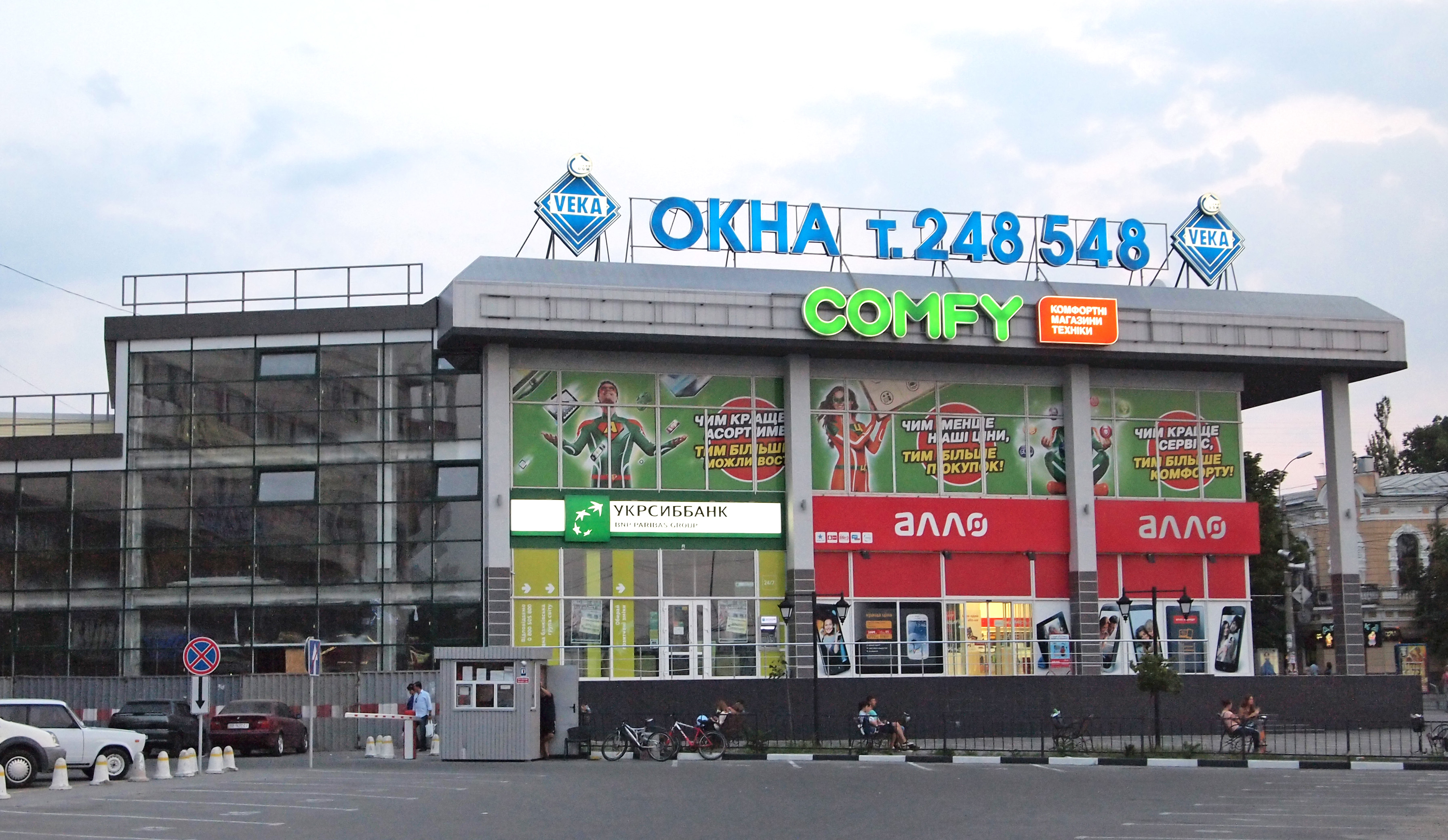
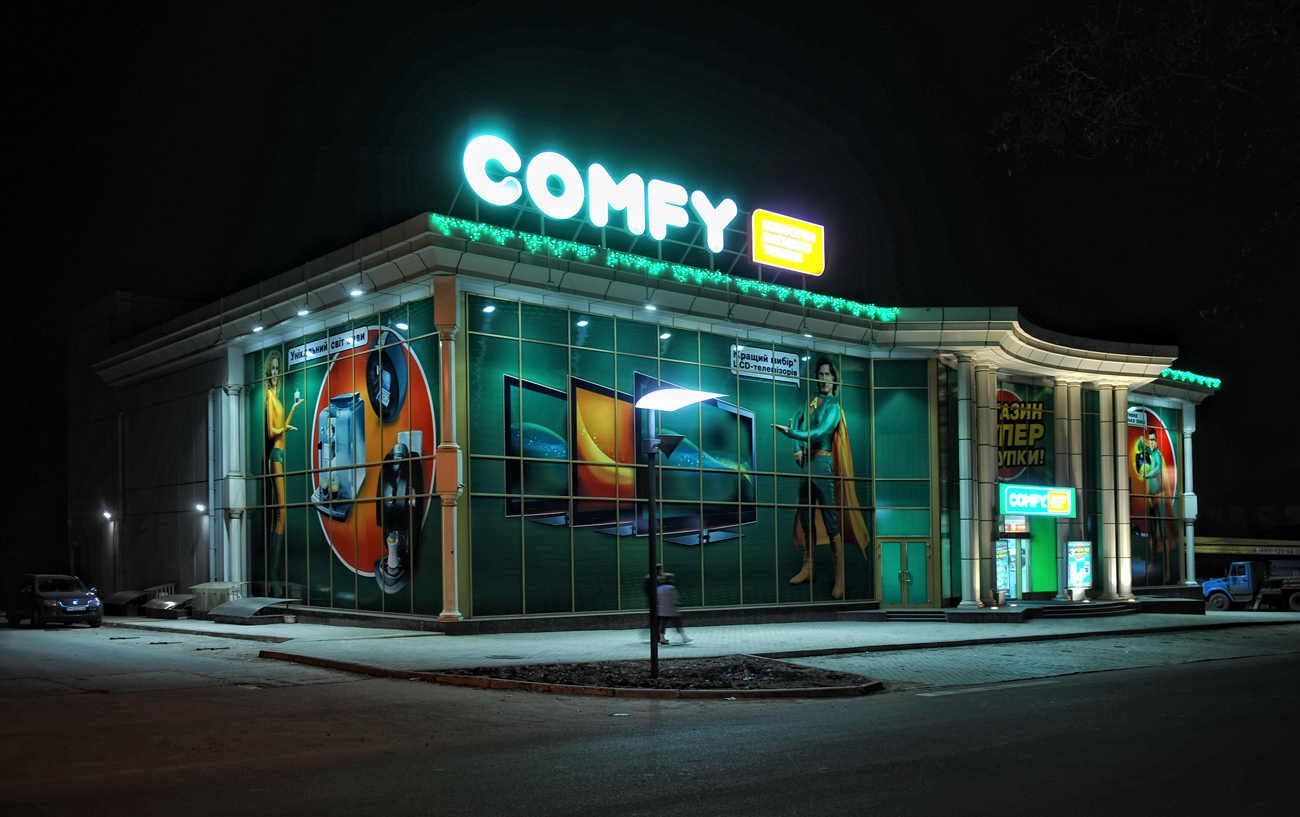
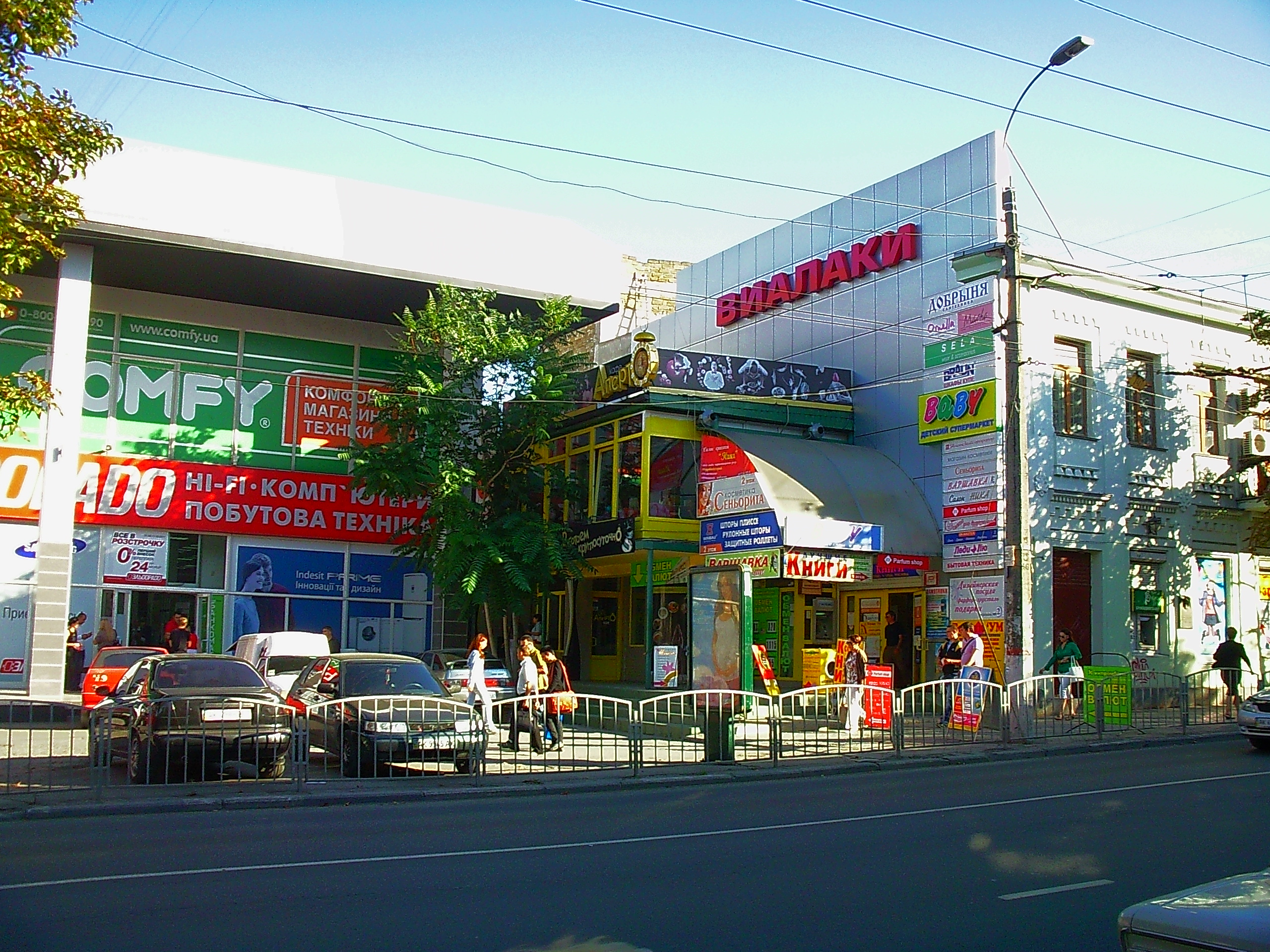
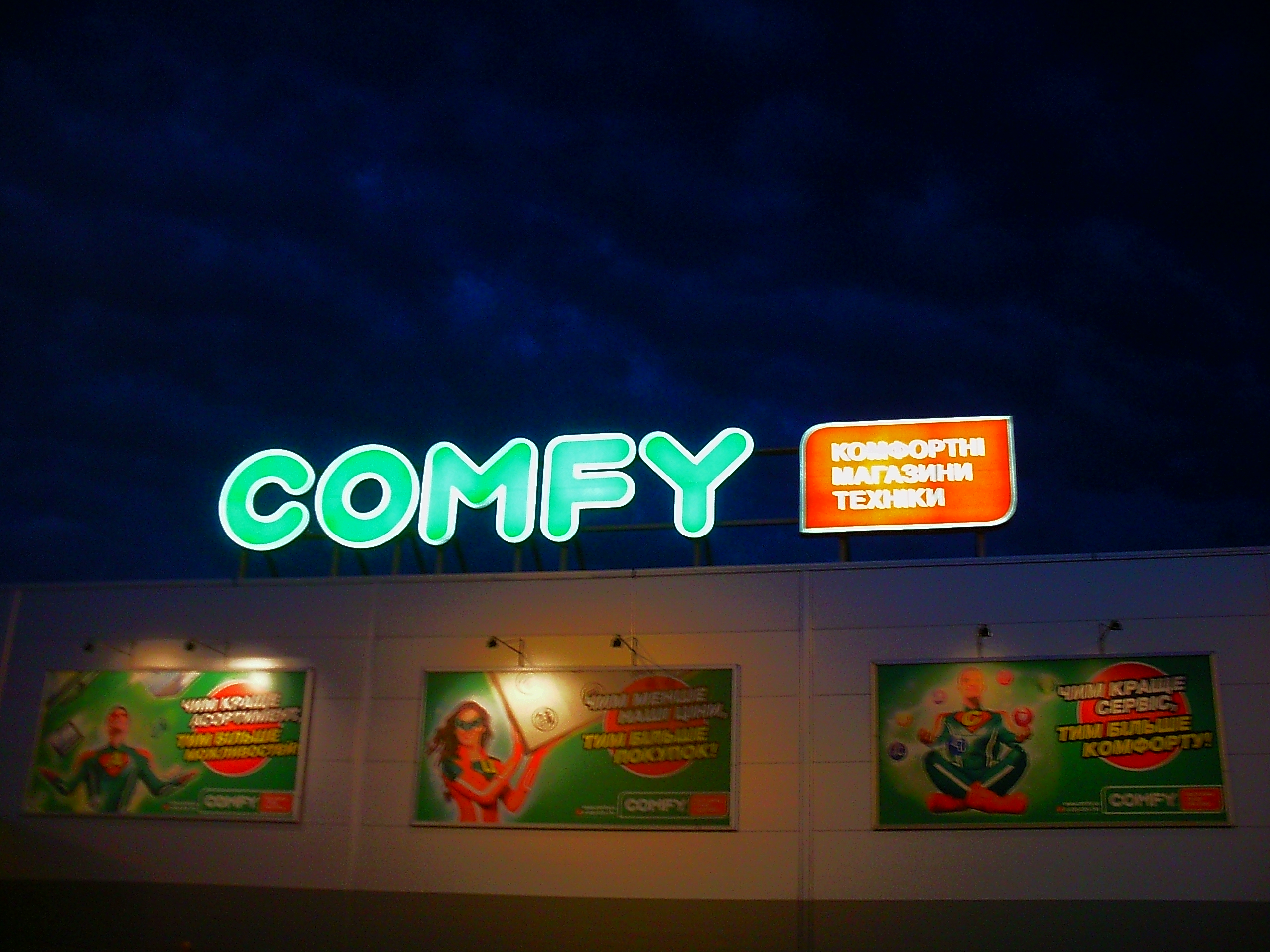
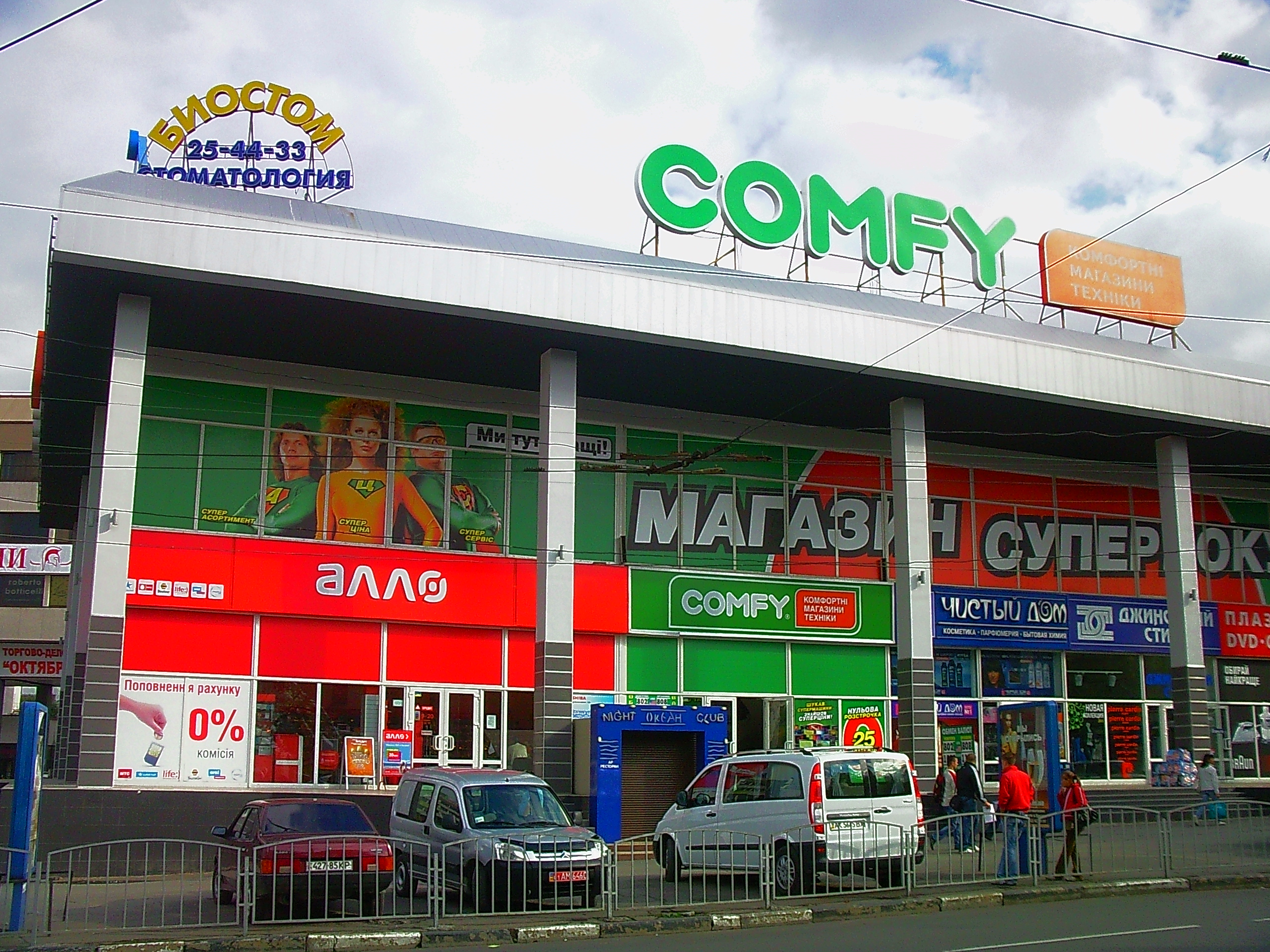